# Énergie en Estonie
L'énergie en Estonie est un secteur économique vital pour  l'Estonie.
La consommation d'énergie primaire de l'Estonie repose pour l'essentiel sur le charbon (68,8 % - en fait, il s'agit de schiste bitumineux produit en Estonie), les produits pétroliers importés (17 %), le gaz naturel importé (9,9 %) et la biomasse (14,9 %).
La production d'électricité estonienne se partageait en 2022 entre les énergies fossiles à 67,2 % (presque uniquement du schiste bitumineux), l'énergie hydraulique à 0,3 %, la biomasse à 17,1 %, l'énergie éolienne à 7,5 % et l'énergie solaire photovoltaïque à 6,3 %. L'Estonie se classe en 2023 au 10e rang de l'Union européenne (UE) pour sa puissance installée photovoltaïque par habitant.
L'Estonie consommait 4,12 tep par habitant en 2012, dont 6 603 kWh d'électricité, et émettait 12,20 tonnes de CO2 par habitant, niveau d'émission supérieur de 76,6 % à la moyenne de l'Union européenne.

## Dépendance envers la Russie
L’Estonie est, comme plusieurs pays ayant fait partie de l'URSS, encore dépendante de la Russie au niveau de son énergie. En effet, la totalité des importations de gaz en Estonie provient de la Russie. L'intégralité du gaz naturel du pays dépend d'un gazoduc entre la Russie et la Lettonie, pays voisin de l'Estonie au sud.
Cependant, une ouverture énergétique avec la Finlande grâce à un câble électrique nommé Estlink relie Harku et Espoo et pourrait permettre à l'Estonie de ne plus dépendre du gaz russe.
Le terminal flottant de Klaipėda en Lituanie, permettant l'importation de gaz naturel liquéfié (GNL) afin de ne plus dépendre du gaz russe, fournit 100 % des besoins lituaniens et une partie des besoins de la Lettonie et de l'Estonie. Le site de stockage d'Inčukalns, un des plus grands d'Europe en raison de la spécificité géologique du sol letton, est de plus en plus alimenté en gaz provenant de Klaipeda, mais un goulet d'étranglement au niveau du réseau reliant ces deux installations oblige la Lettonie à importer du gaz russe pour environ 70 % de ses besoins. Par ailleurs, le gazoduc bidirectionnel Balticconnector, ouvert fin 2019 avec le cofinancement de l'Union européenne (UE), permet de transférer du gaz entre l'Estonie et la Finlande. Enfin, un projet d'installation d'un terminal flottant pour GNL dans le port estonien de Paldiski est envisagé ; les installations à terre devraient être prêtes dès l'automne 2022. Mais la demande pour ce genre de terminal flottant est très forte et l'incertitude politique demeurera tant que l'Estonie, la Lettonie et la Finlande, également désireuse de réduire sa dépendance en gaz russe, n'auront pas trouvé un accord sur un site et sur son financement.

## Industrie du schiste bitumineux

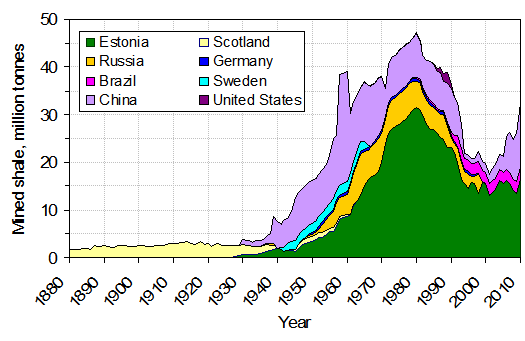
Production de schiste bitumineux en millions de tonnes de 1880 à 2010. Source: Pierre Allix, Alan K. Burnham.

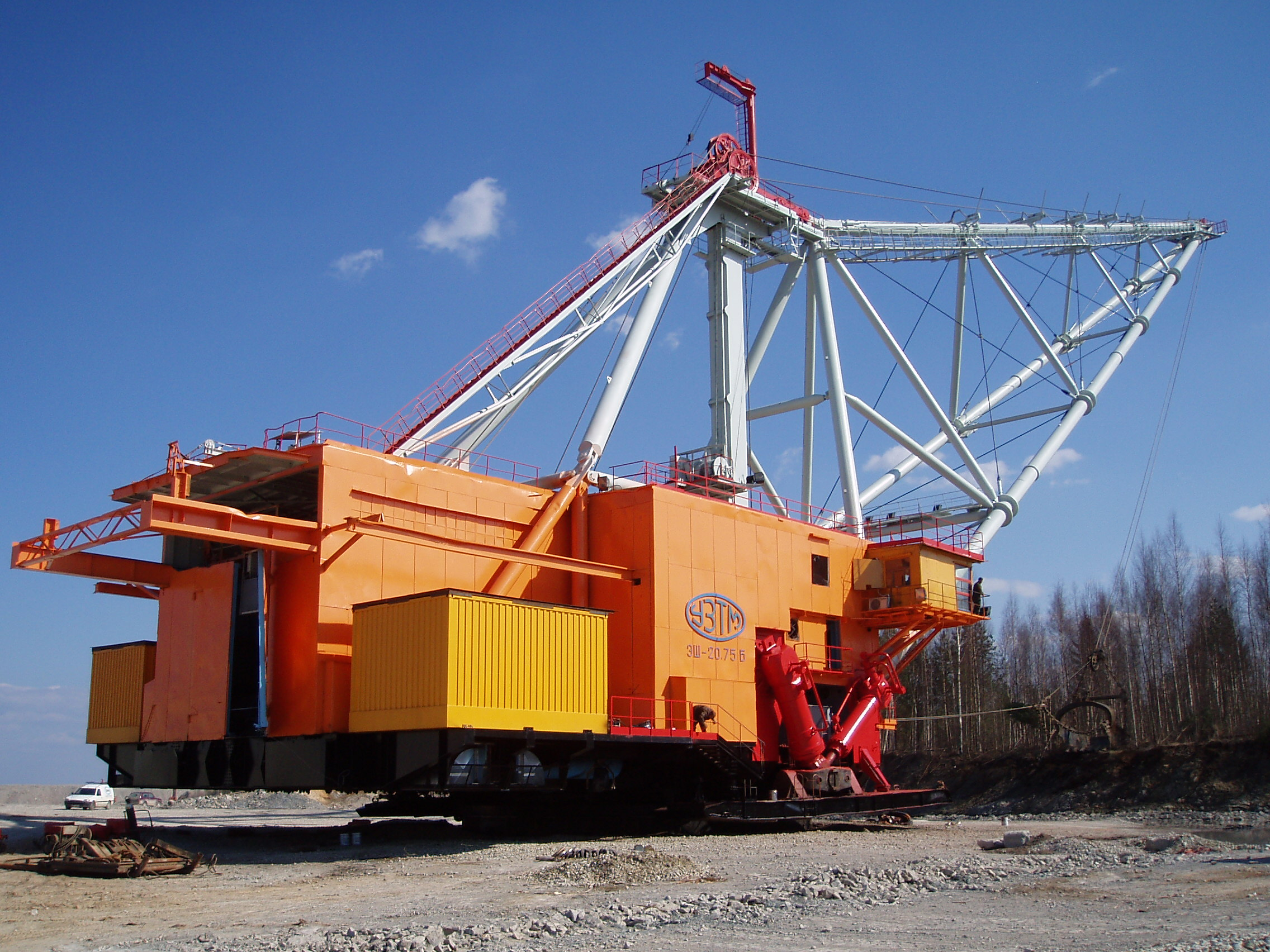
Excavatrice dans le Bassin de schiste bitumineux de la Baltique - Narva - 26 04 2005.

L'Estonie est le plus grand producteur mondial de schiste bitumineux, qu'elle utilise pour la production de produits pétroliers et la production d'électricité (89 % de la production d'électricité du pays).
Le complexe électrique de Narva  regroupe les centrales Eesti (1 615 MW) et Balti (765 MW), les deux plus grandes centrales à schiste bitumineux du monde. Son propriétaire, Eesti Energia AS, est une des plus grandes entreprises d'Estonie.
En janvier 2011, Eesti Energia a signé avec Alstom un contrat pour la construction de la nouvelle centrale Auvere, près de la centrale existante Eesti ; ce contrat de 950 M€ prévoit la construction de deux unités de 300 MW à schiste bitumineux, qui utiliseront la technologie du lit fluidisé circulant.

## Production d'électricité
La production d'électricité estonienne atteignait 8 874 GWh en 2022 et se partageait entre l'énergie fossile à 67,2 % (presque uniquement du schiste bitumineux), l'hydraulique à 0,3 %, la biomasse à 17,1 %, l'éolien à 7,5 % et l'énergie solaire à 6,3 %.
L’entreprise estonienne Fermi Energia étudie la construction d’un SMR en Estonie ; pour cela, elle a signé en janvier 2020 des déclarations d'intention avec le Finlandais Fortum et le Belge Tractebel, puis mi-mars, avec le Suédois Vattenfall. Ce projet permettrait de mettre fin aux importations d’électricité depuis la Russie et de réduire les émissions de CO2 dues à la centrale de Narva (2 380 MWe), qui fonctionne au schiste bitumeux,.

### Énergie éolienne
La part de l'énergie éolienne dans la production d'électricité estonienne atteint 7,5 % en 2022.

### Énergie solaire
La part de l'énergie solaire dans la production d'électricité estonienne atteint 6,3 % en 2022.
Selon EurObserv'ER, cette production est passée en 2022 à 596 GWh, puis à 693 GWh en 2023 (+16 %). L'Estonie a installé 280 MWc en 2023, portant la puissance installée de son parc photovoltaïque à 800 MWc (+54 %). L'Estonie se classe en 2023 au 10e rang de l'Union européenne (UE) pour sa puissance installée par habitant : 585,7 Wc fin 2023, supérieure de 2,3 % à la moyenne de l'UE (572,5 Wc), derrière les Pays-Bas (1 342,1 Wc), l'Allemagne (974,3 Wc), la Belgique (745,1 Wc), l'Espagne (636,6 Wc) et la Grèce (610,6 Wc), mais devant la Pologne (464,1 Wc) et la France (300 Wc).

## Consommation d'énergie primaire
La consommation d'énergie primaire de l'Estonie atteignait 5,52 Mtep en 2012, composée pour l'essentiel de charbon (68,8 % - en fait, il s'agit de schiste bitumineux produit en Estonie), de produits pétroliers importés (17 %), de gaz naturel importé (9,9 %) et de biomasse (14,9 %).
L'Estonie consommait 4,59 tep d'énergie primaire par habitant en 2014, soit 2,43 fois la moyenne mondiale : 1,89 tep et 25 % de plus qu'en France : 3,67 tep.

## Impact environnemental
Les émissions de CO2 liées à l'énergie en Estonie atteignaient 17,52 Mt CO2 en 2014, soit 13,31 tonnes par habitant, niveau trois fois supérieur à la moyenne mondiale : 4,47 tonnes et supérieur de 114 % à la moyenne de l'Union européenne : 6,22 t CO2/hab.
Une étude sur les problèmes environnementaux posés par les centrales de Narva en 2002 a relevé plusieurs problèmes :
- les taux d'émission de SO2, NOx et particules fines (cendres volantes) étaient très supérieurs aux normes admises par l'Union européenne ;
- le taux de cendres dans le schiste bitumineux d'Estonie est très élevé : 46 % en moyenne ; le complexe de Narva produit 4,5 millions de tonnes de cendres par an ; 200 millions de tonnes de cendres ont été stockées sur des aires de stockage près des centrales, qui occupent 15 km2 ; la nappe phréatique a été contaminée ;
- de grandes quantités d'amiante ont été utilisées pour calorifuger les tuyauteries.

Ce rapport a été rendu public et un programme d'assainissement a été mis en œuvre afin de mettre les installations en conformité avec les normes européennes ; en particulier, 2 des chaudières les puissantes ont été réhabilitées en 2003 pour les convertir à la technologie du lit fluidisé circulant.